# Boalhosa
Boalhosa é uma povoação portuguesa sede da Freguesia de Boalhosa do Município de Ponte de Lima, freguesia com 2,14 km² de área e 117 habitantes (censo de 2021), tendo, por isso, uma densidade populacional de 54,7 hab./km².

## História
Fez parte, até ao início do século XIX, do couto de Queijada e Boalhosa.
Conjuntamente com Queijada, constituíram um couto da Ordem do Hospital de São João de Jerusalém, de Rodes e de Malta, ou, simplesmente, da Ordem de Malta, como é hoje mais conhecida esta antiquíssima Ordem Religiosa e Militar, razão pela qual os respetivos brasões autárquicos ostentam a cruz da Ordem de Malta em chefe.
Aqui existiu uma Colónia Agrícola da Boalhosa, fundada pela Junta de Colonização Interna.

## Demografia
A população registada nos censos foi:
| Ano  | 0-14 Anos | 15-24 Anos | 25-64 Anos | > 65 Anos |
| 2001 | 31        | 40         | 95         | 49        |
| 2011 | 19        | 14         | 67         | 63        |
| 2021 | 18        | 8          | 46         | 45        |